# Atachia bilbaensis
Atachia bilbaensis is een vlinder uit de familie van de grasmineermotten (Elachistidae). De wetenschappelijke naam van de soort is voor het eerst geldig gepubliceerd in 1893 door Rebel.